# Маттавана (Пенсільванія)
Маттавана (англ. Mattawana) — переписна місцевість (CDP) в США, в окрузі Міффлін штату Пенсільванія. Населення — 193 особи (2020).

## Географія
Маттавана розташована за координатами 40°29′49″ пн. ш. 77°43′38″ зх. д. / 40.49694° пн. ш. 77.72722° зх. д. (40.496849, -77.727253).  За даними Бюро перепису населення США в 2010 році переписна місцевість мала площу 2,03 км², з яких 2,02 км² — суходіл та 0,00 км² — водойми.

## Демографія
Згідно з переписом 2010 року, у переписній місцевості мешкало 276 осіб у 106 домогосподарствах у складі 78 родин. Густота населення становила 136 осіб/км².  Було 111 помешкання (55/км²).
Расовий склад населення:
| - 98,2 % — білих - 0,4 % — чорних або афроамериканців |

До двох чи більше рас належало 1,4 %. Частка іспаномовних становила 0,0 % від усіх жителів.
За віковим діапазоном населення розподілялося таким чином: 28,6 % — особи молодші 18 років, 56,9 % — особи у віці 18—64 років, 14,5 % — особи у віці 65 років та старші. Медіана віку мешканця становила 37,9 року. На 100 осіб жіночої статі у переписній місцевості припадало 102,9 чоловіків;  на 100 жінок у віці від 18 років та старших — 89,4 чоловіків також старших 18 років.
Середній дохід на одне домашнє господарство  становив 53 047 доларів США (медіана — 41 875), а середній дохід на одну сім'ю — 61 282 долари (медіана — 52 981). За межею бідності перебувало 18,5 % осіб, у тому числі 37,3 % дітей у віці до 18 років та 0,0 % осіб у віці 65 років та старших.
Цивільне працевлаштоване населення становило 184 особи. Основні галузі зайнятості: освіта, охорона здоров'я та соціальна допомога — 31,5 %, виробництво — 15,2 %, транспорт — 10,3 %, оптова торгівля — 9,2 %.